# Aixa Villagrán
Pour les articles homonymes, voir Villagrán.
Aixa Villagrán, née à Séville, en Andalousie, le 12 juillet 1978, est une actrice espagnole.

## Biographie
Native de la ville de Séville, elle se tourne très jeune vers le théâtre, favorisée par un milieu familial orienté vers les arts et la scène. Son frère est le comédien Julián Villagrán. Elle est sensibilisée aux auteurs classiques tels que Federico García Lorca, Miguel de Cervantes et Ramón María del Valle-Inclán.
À l'âge de 20 ans, elle emménage à Madrid, puis suit des cours de théâtre au Mexique, avant de débuter une carrière professionnelle. Elle est notamment révélée par ses rôles dans les films Mataharis d'Icíar Bollaín (2007) et Rose et Noir de Gérard Jugnot (2009).
En 2019, elle joue dans Perfect life de Leticia Dolera, sélectionné au festival de Canneseries, à Cannes, pour lequel Aixa est récompensée en tant qu'actrice.
En 2023 et en 2025, elle fait partie du casting de la série télévisée à succès La Petite Fille sous la neige, d'après le roman éponyme de l'écrivain andalou Javier Castillo. Elle y joue l'inspectrice Belén Millán.
En 2024, elle joue le personnage de Macarena Trillo dans le film La Vierge rouge de Paula Ortiz, qui retrace le destin tragique de la jeune Hildegart Rodríguez Carballeira, assassinée par sa mère Aurora en 1933. En 2025, elle est nommée à la 39e cérémonie des Goyas pour le prix de la meilleure actrice dans un second rôle pour cette performance.

## Filmographie
- 2007 : Mataharis d'Icíar Bollaín
- 2009 : Rose et Noir de Gérard Jugnot : Margarita
- 2016 : Kiki, l'amour en fête de Paco León : Aixa
- 2021 : Fou de toi de Dani de la Orden : Marta
- 2024 : La Vierge rouge de Paula Ortiz : Macarena Trillo

## Séries télévisées
- 2023-2025 : La Petite Fille sous la neige : l'inspectrice Millán

## Récompenses
- 2024 : Prix du Círculo de Escritores Cinematográficos de la meilleure actrice dans un second rôle pour le film La Vierge rouge de Paula Ortiz[11].